# 小林和男 (政治家)
小林 和男（こばやし かずお、1935年〈昭和10年〉10月30日 - 2018年〈平成30年〉1月26日）は、日本の政治家、地方公務員、教育者。北海道乙部町出身。北海道学芸大学旭川分校卒業。北海道三笠市市長（3期）。

## 来歴・人物
8人兄弟の5番目として生まれる。大学卒業後、小中学校教諭、三笠市立博物館副館長を経て、1987年三笠市議会議員に当選。その後の市議選で落選し、1999年7月三笠市教育長に就任。市教育長を辞職して、2003年三笠市長選に立候補し初当選。2011年3期目当選。市長在職中は全国市長会理事も務めていた。2015年任期満了で市長を退任。
退任後は、後任の西城賢策市長の発案により、三笠市の特産品などをPRする目的で新設した特命大使第1号に任命された。2015年7月11日に香港で開催された「北海道フードフェア」では、初めての海外販売となる「三笠メロン（I.Kメロン）」の発売記念式典であいさつし、「安心・安全の食を香港の人々に届けたい」とアピールした。
2015年秋旭日小綬章受章（地方自治功労）。
2018年1月26日、間質性肺炎のため死去、82歳。2018年2月23日、従五位に叙任。